# 불가리아의 역사
불가리아의 역사는 불가리아인들의 역사와 그들의 기원을 포함하여 현대 불가리아 지역의 정착에서 민족 국가 형성까지에 이른다. 기원전 44,000년경 오늘날 불가리아에 사람이 살았던 흔적이 보인다. 기원전 5,000년경 이미 정교한 문명이 존재하였고 도자기와 보석이 생산되었다. 이후 기원전 3,000년경에 트라키아인들이 발칸 반도에 등장하였고, 기원전 500년경 그들은 오드뤼사이 왕국을 건국하여 번영하였으나 곧 쇠퇴하고 트라키아인들은 마케도니아의 지배 하에 놓였다.
632년 중앙아시아에서 기원한 불가르족 이 흑해 근교에서 쿠브라트의 주도하에 대불가리아로 알려진 국가를 세웠다. 하자르 칸국의 압박 속에 대불가리아는 7세기 후반에 분열되었다. 쿠브라트의 아들 중 한명인 아스파루흐는 몇몇 불가르 부족을 이끌고 도나우 강 삼각주 지역으로 이주하였고, 비잔티움 제국으로부터 소스키타이와 모에시아 지역을 정복하여 발칸 반도 내에서 그의 새로운 왕국을 확장하였다. 681년 비잔티움 제국과 평화 조약이 체결되었고 플리스카를 수도로 정하여 제 1차 불가리아 제국의 시작이 되었다. 새로운 국가는 트라키아의 유민들과 불가르족 치하의 슬라브족들이 모여 있었고, 상호 동화가 천천히 시작되었다. 이후 세기에 불가리아는 강력한 제국을 형성하여 강력한 군사력을 바탕으로 발칸 반도를 지배하였고, 이는 고유한 민족 정체성 형성과 이어졌다. 민족적이고 문화적으로 다양한 사람들은 같은 종교, 문화, 문자를 통해 통합되었고 이는 외세의 침략과 영향에도 불구하고 불가리아 민족 의식을 형성하고 보존하였다.
11세기 제 1차 불가리아 제국은 루스와 비잔티움 제국의 공격을 받아 붕괴되었고, 1185년까지 비잔티움 제국의 일부가 되었다. 이후 아센 왕가의 페터르와 아센 형제가 주도하여 대대적인 반란이 일어나 제 2차 불가리아 제국이 성립되어 불가리아 국가가 부활하였다. 1230년에 절정을 맞은 후 불가리아는 많은 이유들, 특히나 다방면에서의 외세의 끊임없는 침입에 시달리게 되는 지정학적 위치 때문에 쇠퇴하기 시작하였다. 돼지치기 출신의 이바일로가 주도하는 농민 반란이 일어나 그는 차르가 되기도 하였다. 그의 짧은 재위 기간은 불가리아 국가의 통합에 핵심적이었다. 1300년 이후 중흥기를 맞기도 하였으나, 1371년 내분으로 불가리아가 세 국가로 분열하면서 끝이 났다. 1396년 불가리아는 오스만 제국에 정복당하였다. 튀르크에 의해 불가리아 귀족들과 성직자들이 제거된 후, 불가리아는 억압과 지적 정체, 실정의 시기를 맞았고 불가리아의 문화를 파괴하고 500년 가까이 유럽과 격리되게 만들었다. 몇몇 문화적 유산은 이를 채택하고 발전시킨 루스에서 찾아볼 수 있다.
1700년대 이후 오스만 제국이 쇠퇴하면서 부활의 기미가 보이기 시작하였다. 불가리아 귀족들은 사라졌고, 농촌 사회와 함께 조금이지만 도시의 중산층도 성장하였다. 19세기에 불가리아 르네상스는 독립을 위한 노력의 핵심이 되었지만 1876년 4월 봉기가 실패하면서 끝이 났고, 그 결과로 러시아-튀르크 전쟁이 발발하여 불가리아는 해방되었다. 하지만 산스테파노 조약은 서구 열강들에게 거부되어 베를린 회의의 결과로 불가리아의 영토는 모에시아와 소피아 지역으로 한정되었다. 이는 국경선 밖의 많은 불가리아인들을 남겼고, 이는 불가리아의 지역 전쟁에서의 군사 활동을 제한하였고 양 대전에서 독일에 대한 충성하게 만들었다.
2차 대전 이후 불가리아는 공산주의 국가가 되었고, 토도르 지프코프에게 35년 간 통치되었다. 이 시기 불가리아의 경제 성장은 1980년대에 들어 정체 상태에 들어섰고, 결국 중앙유럽 전체에 공산주의 체제가 붕괴함과 동시에 국가의 발전의 전환점을 맞았다. 1990년대의 일련의 위기들은 불가리아의 산업과 농업을 뒤흔들어 놓았고, 2000년대에 들어서야 안정되기 시작하였다. 불가리아는 2004년 NATO에 가입하였고 2007년에는 유럽 연합에 가입하였다.

## 선사시대
오늘 날의 불가리아에 가장 오래된 사람들이 살았던 흔적은 기원전 44,000년까지 거슬러 올라간다. 기원전 5000년 경에 이미 정교하게 발달한 문명이 존재하여 몇몇 도자기들과 보석을 남겼다. 기원전 3000년 이후 트라키아인들이 발칸 반도에 등장하였다. 기원전 500년 경 트라키아인들은 오드뤼사이 왕국을 세워 번영하였으나 곧 마케도니아, 켈트인, 로마 제국의 지배하에 들어갔다. 이들의 혼혈은 서기 500년 경 발칸 반도에 정착하게 되는 슬라브족에게 동화되었다.

## 고대

### 남슬라브족
슬라브족은 6세기 전역에 동유럽 전역으로 퍼져나갔고, 서슬라브족, 동슬라브족, 남슬라브족의 세 분파로 갈라졌다. 가장 동쪽의 남슬라브족은 6세기 동안에 오늘날의 불가리아 지역에 정착하였다. 거의 대부분의 트라키아인들은 그리스화되거나 로마화된 상태였고, 마지막 남은 무리들은 5세기까지 외곽 지역에 남아있었다. 동쪽의 남슬라브족 집단은 제 1차 불가리아 제국이 그들을 합병할 때까지 거의  대부분의 트라키아인들과 동화되었다.

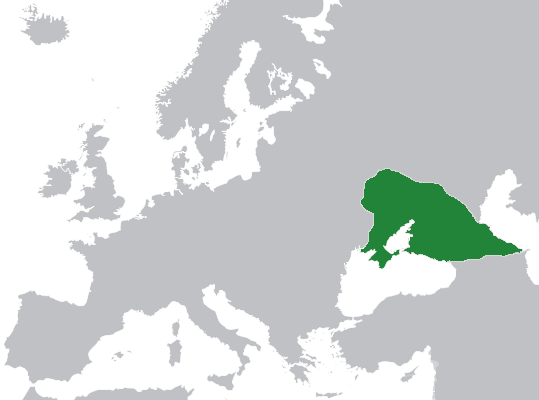
대불가리아.

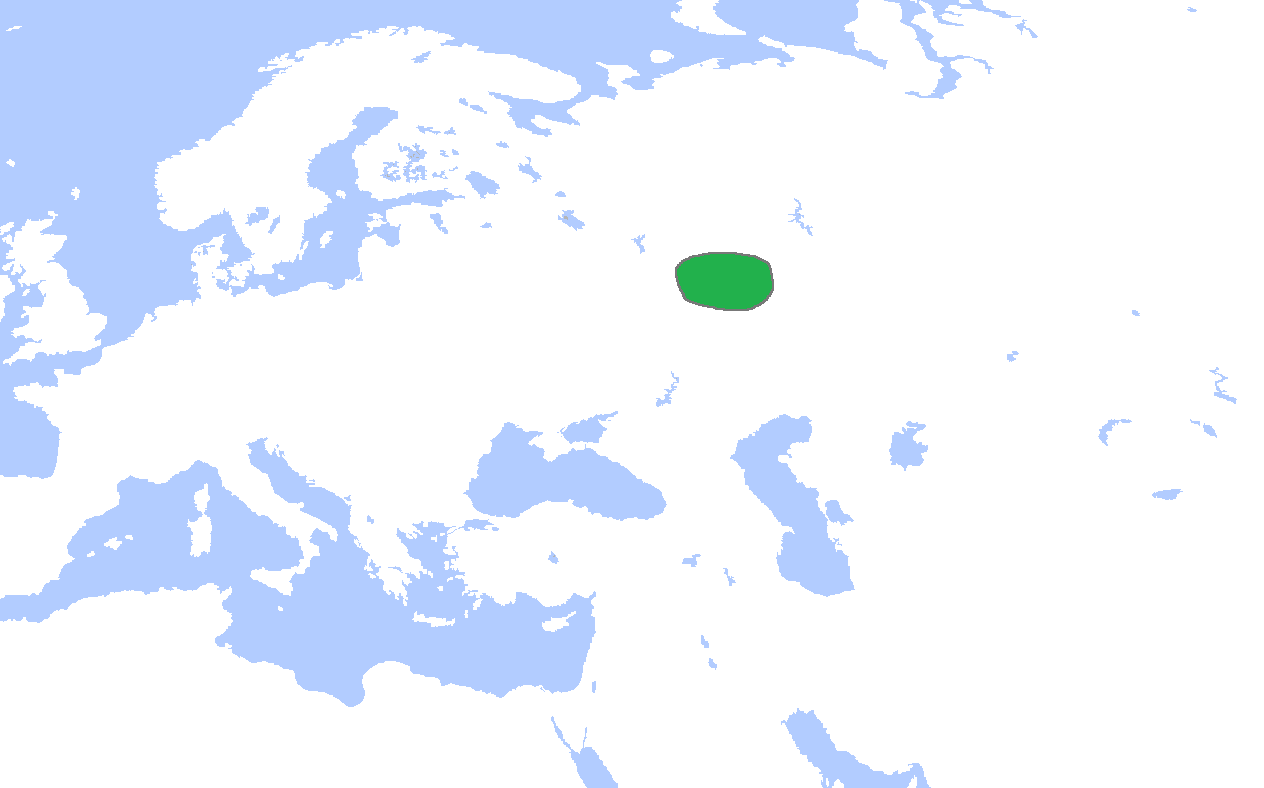
볼가 불가르.

### 불가르족
불가르족은 2세기부터 북부 카프카스 지역의 스텝 지대와 볼가강 유역에 거주했던 중앙아시아를 기원으로 하는 튀르크계 반유목민족의 후예였다. 그들의 일파가 제 1차 불가리아 제국을 건국하였다. 불가르족들은 세습적인 칸에 의해 지배되었다. 그들은 군사 직위를 가진 귀족 계층이 지배 계급을 형성하였다. 불가르족은 다신교를 신봉하였지만 주로 최고 신격인 텡그리를 숭배하였다.

### 대 불가리아 (605년 ~ 642년)
632년 쿠브라트 칸은 세개로 갈라져있던 불가르족을 통합하였고, 이 국가는 후대에 대 불가리아(Great Bulgaria)라고 불렸다. 이 국가는 서쪽으로는 도나우강 하류, 남쪽으로는 흑해와 아조프해, 동쪽으로는 쿠반강, 북쪽으로는 도네츠강에 이르렀다. 수도는 아조프해의 파나고리아였다.
635년, 쿠브라트 칸은 비잔티움 제국의 황제 헤라클리우스와 평화 조약을 맺고, 불가르 왕국을 발칸 지역까지 확장시켰다. 이후, 쿠브라트는 헤라클리우스 황제에게 귀족 칭호를 받았다. 불가르 왕국은 쿠브라트의 죽음과 함께 무너졌다. 하자르족과의 몇차례 전쟁 끝에, 불가르족은 결국 패배하여 각지로 이주하였고 주로 5세기부터 불가르족이 비잔티움 제국의 봉신으로 거주하고 있던 서쪽의 발칸 지역으로 탈출하였다.
쿠브라트의 계승자 중 한명인 코트락은 아홉 불가리아 부족을 이끌고 북쪽으로 이주해 현재의 러시아 지역은 볼가 강 유역에 정착하였고, 7세기 후반 볼가 불가르 왕국을 세웠다. 볼가 불가르는 아랍, 노르만족, 아바르족과의 무역에서 독점을 형성할 수 있는 전략적 요충지에 자리하였기 때문에 이후 북부 지역의 무역과 문화의 중심지가 되었다. 볼가 불가르는 몽골 제국의 첫 침입을 격퇴해내면서 유럽을 10년 간 보호하기도 하였으나, 이후 몽골의 무수한 침입은 볼가 불가르를 파괴하였고 거의 대부분의 주민들은 학살당하거나 아시아 지역에 노예로 팔렸다.
쿠브라트의 또 다른 계승자이자 코트락의 계승자였던 아스파루흐는 서쪽으로 이동하여 현재의 베사라비아 지역 남부를 장악하였다. 680년 비잔티움 제국과의 전쟁을 성공적으로 수행한 후, 아스파루흐의 칸국은 소 스키티아 지역까지 정복하였고, 681년 비잔티움 제국과 조약을 맺음으로써 독립을 인정받았다. 이 해는 오늘날 불가리아의 성립으로 간주되며 아스파루흐는 첫번째 불가리아의 통치자로 간주된다. 아스파루흐의 형제인 쿠베르가 세운 또다른 칸국은 판노니아 지방에 정착하였다.

## 중세

### 불가리아 제1제국 (681년 ~ 1018년)

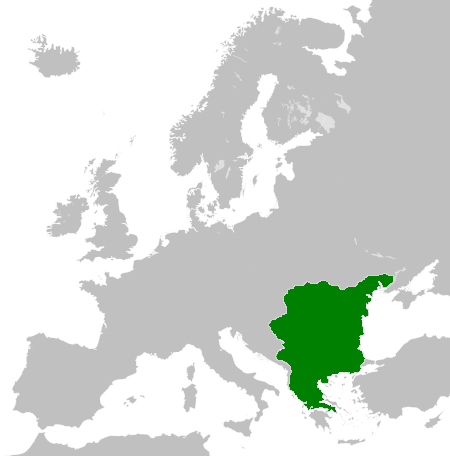
불가리아 제1제국.

8세기 초반 비잔티움 제국의 황제 유스티니아누스 2세는 불가리아의 테르벨 칸에게 남부 아랍 세력의 침입에 대한 연합을 제의하였다. 이 연합은 아랍 세력을 패퇴시켰고 테르벨은 '황제 다음가는 인물'을 뜻하는 비잔티움 제국의 칭호 '카이사르'를 받았다. 크룸 칸의 재위 기간(802-814)에 불가리아는 북동부와 남부로 팽창하여, 도나우 강과 몰도바 강 중류 지역(현재의 루마니아)을 점령하였고, 809년에는 소피아를, 812년에는 아드리아노폴리스를 점령하고 콘스탄티노폴리스를 위협하였다. 크룸은 가난을 줄이기 위한 법제 개혁을 실시하여 그의 국가 내에 유대감을 고취하고자 하였다.
오무르타그 칸의 치세(814-831) 동안 프랑크 왕국과의 도나우 강 중류 국경 지역은 굳건히 정착되었다. 화려한 궁궐, 이교 사원, 통치자의 거주지, 요새, 성채, 급수 시설, 목욕 시설들이 석재와 벽돌을 이용하여 수도 플리스카에 지어졌다.

#### 크리스트교화
보리스 1세의 치세에 불가리아는 크리스트교 국가가 되었으며, 콘스탄티노폴리스의 총대주교는 플리스카에 독립적인 불가리아 수좌주교구를 허용하였다. 콘스탄티노폴리스의 선교사 키릴과 메토디 형제를 중심으로 글라골 문자가 슬라브 세계에 전파되었으며, 886년부터 불가리아는 이를 채택하였다. 글라골 문자와 고대 교회 슬라브어는 886년 보리스 1세가 프레슬라프와 오흐리드에 설립한 문예 학교를 중심으로 문학적, 문화적으로 발전하였다. 10세기 초에는 새로운 문자인 키릴 문자가 프레슬라프 문예 학교에서 개발되었다.
9세기 후반과 10세기 초반, 불가리아는 남쪽으로는 에피루스와 테살리아, 서쪽으로는 보스니아, 북쪽으로는 오늘날 루마니아 전역과 동부 헝가리까지 팽창하였다. 세르비아인들은 불가리아에 종속되어 있었다. 콘스탄티노폴리스에서 교육받은 차르 시메온 1세(시메온 대제)의 치하에 불가리아는 다시금 비잔티움 제국에 심각한 위협이 되었다. 그의 팽창 정책은 그의 주요 동맹인 지역 내의 유목민들과 연합하여 비잔티움 제국을 물리치는 것을 목표로 하였다. 시메온은 비잔티움 제국의 외교와 정치 문화 원리를 무너뜨림으로써 자신의 왕국을 유목민족 사회 구조로 변화시키려 하였다.
시메온은 콘스탄티노폴리스를 점령하여 불가리아인과 그리스인의 황제로 즉위하고자 하였고, 그의 긴 재위 기간(893-927) 동안 비잔티움 제국과 계속적으로 전쟁을 벌였다. 그의 치세 말기에 불가리아의 영토는 남쪽으로는 펠로폰네소스에 이르렀고, 당대 동유럽에서 가장 강력한 국가가 되었다. 시메온은 자신을 교황으로부터 받은 칭호인 "불가리아인과 로마인의 차르"라는 호칭으로 불렀다. 수도 프레슬라프는 콘스탄티노폴리스의 라이벌로 불렸고, 불가리아 정교회는 초기 크리스트교의 5명의 총대주교 이후 첫번째 독립 수좌대주교가 되었고, 불가리아어로 번역된 성경이 슬라브 세계 전역에 확산되었다.
시메온의 사후, 불가리아는 크로아티아인, 마자르족, 페체네그인과 세르비아인들과의 전쟁으로 약화되었고 이단인 보고밀주의가 확산되었다. 루스와 비잔티움 제국의 연이은 침입의 결과로 971년에는 프레슬라프가 비잔티움 제국에 포위되는 지경에 이르렀다. 사무일의 치세에, 불가리아는 다소 세력을 회복하였고 세르비아와 두클랴를 정복하는데 힘썼다.
986년, 비잔티움 제국의 황제 바실레이오스 2세는 불가리아를 정복하기 위한 원정을 단행하였다. 십여 년 간 이어진 전쟁 끝에 1014년 바실레이오스 2세는 불가리아에 결정적인 패배를 안겼고, 4년 후 원정은 끝이 났다. 1018년 마지막 차르 이반 블라디슬라프의 죽음과 함께 불가리아 귀족들은 비잔티움 제국에 복속하였다. 하지만, 불가리아는 독립을 상실하였으며 170여년 간 비잔티움 제국의 속주가 되었다. 국가의 멸망과 함께, 불가리아 교회는 콘스탄티노폴리스 총대주교의 밑에 편성되었고 콘스탄티노폴리스 총대주교가 오흐리드 대주교를 통제하였다.

### 비잔티움 제국의 지배 (1018년 ~ 1185년)
비잔티움 제국 지배 하의 처음 10년 간은 어떠한 저항이나 반란의 움직임이 없었다. 크라크라, 니클리차, 드라가슈와 같은 비잔티움 제국에 위협적인 적들을 고려하면 그러한 소극성은 설명하기 힘들다. 몇몇 역사가들은 이를 바실레이오스 2세가 불가리아 귀족들의 충성을 위해 타협을 한 결과로 설명하였다. 바실레이오스 2세는 불가리아 과거 국경선을 분할하지 않겠다고 약속하였으며 아르콘이나 스트라테고이 등의 비잔티움 작위를 받은 불가리아 귀족들의 지역내 특권을 폐지하지 않았다. 또한 바실레이오스 2세의 특별 헌장은 불가리아의 오흐리드 대주교의 자치를 인정함과 동시에 그 경계를 설정하여 사무일 시대의 주교 확장 범위와 그들의 자산과 다른 특권들을 인정하였다.
바실레이오스 2세 사후 비잔티움 제국은 흔들리기 시작하였다. 1040년, 페터르 델얀이 조직한 대규모의 봉기가 일어났으나, 불가리아 국가를 회복하는데는 실패하였고 그는 살해당했다. 얼마 뒤, 콤네노스 왕조가 계승하여 제국의 쇠퇴를 막았다. 이 시기 비잔티움 제국은 안정과 발전의 시대를 경험하였다.
1180년 마지막 유능한 콤네노스 황제였던 마누일 1세 콤니노스가 사망하고 상대적으로 무능한 앙겔로스 왕조로 바뀌었고, 몇몇 불가리아 귀족들이 반란을 일으켰다. 1185년 페터르와 아센 형제의 주도하에 불가리아인, 왈라키아인, 쿠만족이 섞인 반란이 일어났다. 비잔티움 제국은 불가리아 제국의 독립을 인정하여야 했다. 페터르는 자기 자신을 "불가리아인, 그리스인, 왈라키아인의 차르"로 칭했다.

### 불가리아 제2제국 (1185년 ~ 1396년)

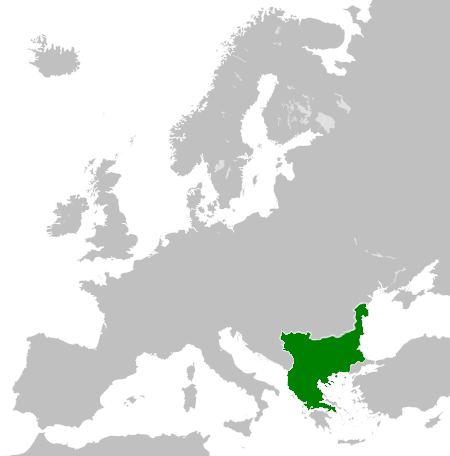
불가리아 제2제국.

부활한 불가리아의 영토는 흑해와 도나우강, 발칸산맥에 이르렀으며, 동부 마케도니아와 베오그라드, 모라바 계곡을 포함하였다. 또한 왈라키아와 몰다비아에 통제권을 행사하였다. 차르 칼로얀의 재위 기간(1197-1207)에 로마 교황과 연합하였고, 비록 그는 "황제"나 불가리아인과 왈라키아인의 "차르"의 칭호로 인정받길 원했지만 왕(Rex)의 칭호를 인정받았다. 그는 1204년 이후 제4차 십자군 및 라틴 제국과 전쟁을 벌여, 트라키아의 거의 대부분과 로도피 산맥 근교, 마케도니아 전역을 정복하였다.
1205년 아드리아노폴리스 전투에서 칼로얀은 라틴 제국에게 승리를 거두였고 그들의 세력을 약화시켰다. 헝가리와 세르비아는 불가리아 서부와 북서부를 넘어서지 못하였다. 이반 아센 2세의 재위 기간(1218-1241)에 불가리아는 다시 한번 지역내의 강국으로 떠올랐으며, 베오그라드와 알바니아를 점령하였다. 1230년 수도 터르노보에 남긴 비문에서 그는 자신을 "그리스도의 이름으로 신실한 차르이자 아센의 아들인 불가리아인의 전제군주"로 자신을 칭하였다.
1235년 콘스탄티노폴리스 총대주교의 인정 하에 불가리아 수좌주교구가 복구되었고, 교황과의 연합도 끝이 났다. 이반 아센 2세는 현명하고 자비로운 군주로 명성을 얻었으며, 비잔티움 제국의 영향력을 줄이기 위해 서방 세계의 베네치아와 제노바 등과 교류하였다. 수도 터르노보는 중요한 경제적, 종교적 중심지로 성장하여 쇠퇴하고 있던 콘스탄티노폴리스를 대신해 "제 3의 로마"로 불렸다. 제 1차 불가리아 제국의 시메온 대제 때와 같이, 이반 아센 2세의 영토는 세 바다(아드리아해, 에게해, 흑해)까지 확장되었으며, 콘스탄티노폴리스의 성벽까지의 마지막 성채였던 메데아까지 병합하여 1235년에는 콘스탄티노폴리스를 포위하기도 하였다.
제 2차 불가리아 제국의 군사력과 경제력은 아센 왕조가 단절된 1257년부터 내부 갈등, 비잔티움 제국과 헝가리의 계속적인 공격과 몽골 제국의 침입에 직면하면서 쇠퇴하였다. 정치적 혼란은 더해갔고, 불가리아는 점차적으로 영토를 잃었다. 이는 1280년 돼지치기 출신의 농민 이바일로의 반란을 불러왔고, 이바일로는 차르의 군대를 패배시키고 제위에 즉위하기도 하였다. 차르 토도르 스베토슬라프(재위 기간 1300-1322)의 시대에 다시 중흥을 맞기도 하였으나 1330년 불가리아는 벨버즈드 전투에서 세르비아에게 대패하였고, 이후 발칸 반도의 주도권은 세르비아에게로 넘어 갔다.

#### 오스만 제국의 침입
14세기 약화된 불가리아 제국은 1354년부터
유럽에 진출하기 시작한 오스만 제국의 위협에 직면하게 되었다. 1371년, 봉건 영주들 간의 다툼으로 불가리아 제국은 3분열-비딘, 터르노보, 도브루자-하였고, 몇몇 반독립적인 공국들과 비잔티움 제국, 헝가리, 세르비아와 베네치아 및 제노바까지 뒤엉켜 전쟁을 벌였다.
분열되고 약해진 불가리아는 오스만 제국에게 큰 저항이 되지 못했다. 1362년 오스만 제국은 플로프디프를 점령했으며, 1382년에는 소피아를 점령하였다. 오스만 제국은 세르비아로 관심을 돌려 1389년 코소보 전투에서 승리하였다. 1393년 오스만 제국은 3달 간의 포위 끝에 터르노보를 점령하였다. 1396년에는 비딘 또한 점령되었으며, 제 2차 불가리아 제국과 불가리아의 독립은 끝났다.

## 오스만 제국의 지배 (1396년 ~ 1878년)
1393년 오스만 제국은 제 2차 불가리아 제국의 수도인 터르노보를 3달 간의 포위 끝에 함락시켰다. 1396년에는 비딘도 니코폴리스 전투 끝에 점령당하였다. 이와 함께 오스만 제국은 마침내 불가리아를 정복하였다. 1444년 폴란드의 브와디스와프 3세를 주축으로 결성된 폴란드-헝가리 십자군이 불가리아와 발칸 반도를 해방시키기 위해 조직되었으나, 오스만 제국은 바르나 전투에서 승리하였고 브와디스와프 3세는 전사하였다.
새로운 권력은 불가리아의 통치 기구를 해체하였고, 비록 1767년까지 오흐리드에 작지만 자치권이 있는 불가리아 주교가 있었으나 불가리아 교회를 콘스탄티노폴리스 총대주교에 병합시켰다. 오스만 튀르크는 반란을 막기 위해 중세 불가리아의 요새들을 파괴하였다. 오스만 지배하에 많은 지역들이 인구가 감소하였다.
오스만 튀르크는 일반적으로 크리스트교 신자들에게 이슬람교으로 개종할 것을 강요하지 않았고, 그들은 종교적으로 관용 정책을 취한듯 보였다. 그럼에도 불구하고 특히 로도피 지역에서 많은 강제적인 개인적, 집단적 개종의 사례가 존재하였다. 이슬람교로 개종한 불가리아인들은 포마치(Помаци)라고 불렸고, 불가리아어를 사용하면서 이슬람교의 옷과 관습을 받아들였다. 포마치의 기원에 대해서는 아직도 논란이 되고 있다.

### 오스만 통치
오스만 제국의 체제는 17세기부터 약화되기 시작하였고 18세기 후반에 이르러서 붕괴하였다. 중앙 정부는 점점 약화되었고 이로 인해 몇몇 지역에서 지방 통치자들이 개인적인 지배력을 행사할 수 있게 되었다. 18세기 후반의 20년과 19세기 전반의 10년 간 발칸 반도는 실질적인 전제군주들에게 분할되었다.
불가리아에서는 이 시기를 커르잘리(Кърджалии)라고 불리는 튀르크 군벌 세력에게 통치된 시기로 보며 커르잘리국(Кърджалийствот) 시대로 부른다. 많은 지역에서 농민들이 농촌에서 인근 마을과 언덕, 숲으로 달아났으며 몇몇은 도나우 강을 넘어 몰다비아, 왈라키아, 남부 러시아로까지 이주하였다. 오스만 제국의 쇠퇴 속에서 점진적인 불가리아 문예 부흥이 일어났고, 이는 민족 해방 이데올로기의 핵심 요소가 되었다.
19세기 몇몇 지역에서는 점차 상황이 나아졌다. 가브로보, 트랴브나, 카를로보, 코프리슈티챠, 로베치, 스코페와 같은 몇몇 도시는 발전하였다. 불가리아 농민들은 비록 공식적으로는 술탄의 소유하였지만 그들의 토지를 소유하였다. 19세기에는 통신과 교통, 무역도 발전하였다. 1834년 슬리벤에 불가리아 최초의 공장이 설립되었으며, 1865년에는 루세와 바르나를 연결하는 첫 철도가 부설되었다.
불가리아 민족주의는 19세기 초반 프랑스 혁명 이후 그리스를 통해 서구의 자유주의와 민족주의가 유입되면서 형성되었다. 1821년 그리스의 오스만 제국에 대한 봉기는 불가리아에 영향을 미쳤다. 하지만 그리스의 영향은 그리스의 통제 하에 놓여있던 불가리아 교회에 대한 일반적인 분노에 일부 제한되었고 이는 처음으로 불가리아 민족주의 감정이 일어난 것이었다.
1870년 술탄의 칙령에 이해 불가리아 주교구가 만들어졌고 첫 주교인 안팀 1세는 자연스럽게 불가리아 민족 해방의 리더가 되었다. 콘스탄티노폴리스의 총대주교는 불가리아 주교를 파문하였으며 이는 그들의 독립에 대한 의지를 강화하였다. 오스만 제국으로부터의 정치적 독립을 위한 투쟁은 불가리아 혁명 중앙 위원회(BRCK)의 주도로 발발하였으며 내부 혁명 조직(VRO)의 바실 레프스키, 흐리스토 보테프, 류벤 카라벨로프 등에 의해 주도되었다.

### 4월 봉기와 러시아-튀르크 전쟁(1870년대)
1876년 4월 불가리아인들은 4월 봉기를 일으켰다. 이 반란은 조잡하게 조직되었고 예정 시기 이전에 시작되었다. 이는 비록 북부 불가리아와 마케도니아, 슬리벤 지역도 동참하였지만 플로프디프 지역에 제한되어 있었다. 이 봉기는 이는 바쉬-바조크라고 하는 오스만 제국의 비정규군에게 분쇄당하였다. 많은 마을들이 약탈당하였고 수만 명의 사람들이 학살당하였고, 대부분은 플로프디프 지역의 바타크, 페루슈티챠, 브라치고보 등의 반란자들이었다.
이 학살은 자유주의적인 유럽인들에게 큰 반향을 불러 일으켰고, 윌리엄 글래드스턴은 "불가리아 학살"에 대한 원정을 개시하였다. 이 원정은 유럽 지식인들과 유명 인사들의 지원을 받았다. 하지만 가장 큰 반향은 러시아에서 일어났다. 유럽에서 4월 봉기에 대한 대중적인 격렬한 반응은 1876년-1877년 강대국에 의해 콘스탄티노폴리스 회의로 이어졌다.
오스만 제국의 회담 결정에 대한 거부는 러시아인들에게 오스만 제국에 대한 오랜 기간의 목적 실현을 위해 오랫동안 기다려오던 기회를 주었다. 1877년 러시아는 오스만 제국에 대한 전쟁을 선포하였다. 불가리아인들은 러시아의 편에 서서 싸웠다. 러시아군은 플레벤의 쉬프카 가도에서 오스만 제국에게 결정적인 타격을 가하였으며 1878년 1월 불가리아의 독립이 이루어졌다.

## 근대

불가리아 공국.

### 불가리아 자치 공국 (1878년 ~ 1908년)
불가리아의 독립의 불을 당긴것은 1876년에 일어난 대봉기였다. 오스만 제국의 과잉 진압으로 불가리아 참사가 일어나고 그로 인해 러시아-튀르크 전쟁이 일어났다. 전근대적이고 낙후적인 군사 시스템을 가지고 있던 오스만 제국은 대패하였다. 이 전쟁 이후 맺어진 산스테파노 조약에서 루마니아, 몬테네그로, 세르비아가 완전히 독립했고 불가리아에는 동루멜리아와 마케도니아를 합친 대불가리아 자치 공국이 건립되었다. 하지만 러시아의 세력 확장을 견제한 열강은 베를린 회의에서 불가리아의 영토를 북부 지방에만 한정시켰다.
그러나 1885년 동루멜리아에서 반란이 일어나자 러시아의 알렉산드르 2세의 조카였던 알렉산더르 대공은 불가리아의 영토를 늘리지 않겠다는 약속을 어기고 동루멜리아를 합병하였다. 이로 인해 세르비아와의 전쟁이 일어났지만(세르비아-불가리아 전쟁), 그는 승리로 이끌었다. 그렇지만 친러시아파 장교들의 쿠데타로 알렉산더르 대공은 퇴위하고, 뒤를 이어 도이치계인 작센코부르크고타 가문의 페르디난드 1세가 즉위하였다. 페르디난드 1세는 1894년 '불가리아의 비스마르크'라 불리던 수상 스테판 스탐볼로프를 축출하고 권력을 장악하는 데 성공하였다. 그의 통치기에 불가리아는 1908년 오스만 제국으로부터 완전 독립하였다.

### 불가리아 왕국 (1908년 ~ 1945년)

불가리아 왕국.

페르디난드 1세가 왕국을 선포한 뒤 1912년 제1차 발칸 전쟁이 일어났다. 1차 발칸 전쟁에서 승리한 불가리아는 남부 트라키아 지방과 마케도니아 지방의 일부를 얻었으나 마케도니아를 얻으려는 욕심에 1913년 세르비아와 그리스에 선전포고를 하여 제2차 발칸 전쟁을 일으켰다. 그러나 루마니아와 오스만 제국까지 가세하여 불가리아는 패배하였고, 서부 마케도니아는 그리스와 세르비아에게, 동트라키아는 오스만에게 할양해야 했다. 결국 이 전쟁은 당시 국제 정세와 맞물려 제 1차 세계대전의 원인이 되었고, 1차 대전에서 도이치 제국 편에 붙었던 불가리아는 패배하여 페르디난드 1세는 퇴위하고 아들인 보리스 3세가 뒤를 이었다.
보리스 3세는 1923년 민주정을 대표하던 농민당의 알렉산더르 스탐볼리스키 총리를 암살하고 청년장교들과 경찰들의 도움을 얻어서 독재정치를 선포하였다. 그리고 그는 히틀러의 나치와 동맹을 하여 제2차 세계대전에서 추축국편에 섰다. 그러나 1943년, 히틀러와 격렬한 논쟁 끝에 불가리아로 돌아가던 그는 나치주의자에게 암살당하고 어린 아들 시메온 2세가 즉위했으나 그는 소련군에게 쫓겨나고 게오르기 디미트로프를 중심으로 한 공산주의 정부가 수립되었다. 1944년 소련군이 침입하고 공산당의 파르티잔 투쟁이 본격화되어 동년 10월 양측간의 휴전협정이 체결되었다.

## 현대

### 불가리아 인민 공화국 (1945년 ~ 1989년)
1946년 수립된 게오르기 디미트로프 좌익정부는 왕정을 폐지하고 공화국을 수립했으며, 1947년 인민공화국 헌법이 제정되었다. 게오르기 디미트로프는 1949년에 러시아 모스크바에서 사망했고, 그뒤에 체르벤코프가 후임에 올랐으나 1952년 실권자는 토도르 지프코프가 되었다. 1954년 정권을 이양받은 지프코프 이후 불가리아는 동구권의 대표적인 친소노선을 나타냈다. 그는 1962년 총리직에 올라 정권을 장악한 뒤 1965년 군부의 쿠데타를 진압하고 친소노선을 펼쳤다. 그리고 산업화를 서서히 추진하여 불가리아의 경제력을 향상시켰고, 실제로 불가리아는 발칸 반도의 다른 나라에 비해 월등한 경제력을 가지게 되었다. 이것의 원인은 비교적 온건했던 지프코프의 노선과 소련의 강력한 지원이 밑바탕되었던 것이었다. 소련 및 동구제국과의 우호협력관계 유지가 외교 기조인 불가리아는 경제계획 추진을 위해 1970년부터 대서방 접근을 보였으나 친소노선 기조에는 변함이 없었다. 1971년 헌법개정으로 최고권력기관인 국가평의회가 신설되어 지프코프가 의장(국가원수)에 취임하였다. 그러나 1980년대 개혁, 개방의 물결이 불가리아를 덮쳤고, 결국 1989년 지프코프가 퇴임하고 불가리아는 발칸 반도에서 유일하게 평화로운 공산주의 붕괴를 맞았다.

### 불가리아 공화국 (1990년 ~ 현재)
1990년 1월에 공산당은 다당제 정치체제를 승인했다. 그해 8월에 불가리아의회는 민주세력연합의 젤류 젤레프를 대통령으로 선출하였다.  지프코프 퇴임후 불가리아 공산당(BCP)은 불가리아 사회당(BSP)로 개명하고 1990~1991년의 기간 동안 안드레이 루카노프가 취임했으나 곧 그가 사임하고 디미타르 포포프가 과도 내각을 이끌었다. 그러나 대선에서 젤류 젤레프가 중심이 된 민주세력연합(UDP)가 승리하여 필리프 디미트로프가 총리에, 젤류 젤레프가 대통령에 취임하였다.
필리프 디미트로프는 의회에서 불신임을 당해 1992년 결국 무당파의 루벤 베로프가 집권하였으며, 1995년에 BSP가 승리하여 잔 비데노프가 총리에 취임하였다. 비데노프 내각은 대통령선거에서 UDP의 페터르 스토야노프에게 패배하고 사임하였다. 그 뒤 총리직에는 이반 코스토프가 1997~2001의 기간 동안 집권하고 이어 전(前)국왕 시메온 2세가 2001년 시메온 2세 국민운동당(MNSII)으로 승리하여 2005년까지 집권하였고, 2005년 총선에서 사회당이 승리하여 세르게이 스타니셰프가 취임했다. 2009년 7월 총선에서 유럽발전시민당(GERB)가 승리하여 보이코 보리소프가 총리로 취임하였다.  대통령직은 2001년 이후 게오르기 퍼르바노프가 집권하여 2012년까지 재임하였다.

## 같이 보기
- 불가리아의 군주